# Ljósártungur
Ljósártungur är ett berg i republiken Island. Det ligger i regionen Suðurland, 130 km öster om huvudstaden Reykjavík. Toppen på Ljósártungur är 1 007 meter över havet, eller 103 meter över den omgivande terrängen. Bredden vid basen är 1,0 km.
Trakten runt Ljósártungur är nära nog obefolkad, med mindre än två invånare per kvadratkilometer. Det finns inga samhällen i närheten. Trakten runt Ljósártungur består i huvudsak av gräsmarker.